# 范瑾 (洪武進士)
范瑾，浙江黃巖人，明朝政治人物、進士出身。

## 生平
洪武十八年，登進士，官至监察御史。